# Kitt (kötőanyag)
A kitt (gitt) vagy több helyen ragasz olyan kötőanyag, mely folyékony vagy tésztaszerű halmazállapotában a szilárd testekre tapad, majd megszilárdulása után azokkal összeforr. A kitt kötőereje legtöbbször az alkotórészeinek kémiai átalakulásától függ, ez is megkülönbözteti azoktól a ragasztóktól, melyek csak azzal kötnek, hogy folyékony részük (pl. a víz) elpárolog, és a visszamaradó szilárd anyag a tárgy felszínén marad. Ugyanakkor az alábbiakban felsorolt anyagok nemcsak a kittek, hanem a ragasztók közé is tartozhatnak.
Egyes helyeken ragacs, vagy tapasz néven is említik. Használják többek között restaurálásnál, üvegezésnél tömítésre, rögzítésre, járművek (például autók, hajók) kisebb felületi javítására, javító fényezésére is.

## Olaj- vagy firnisztartalmú ragaszok

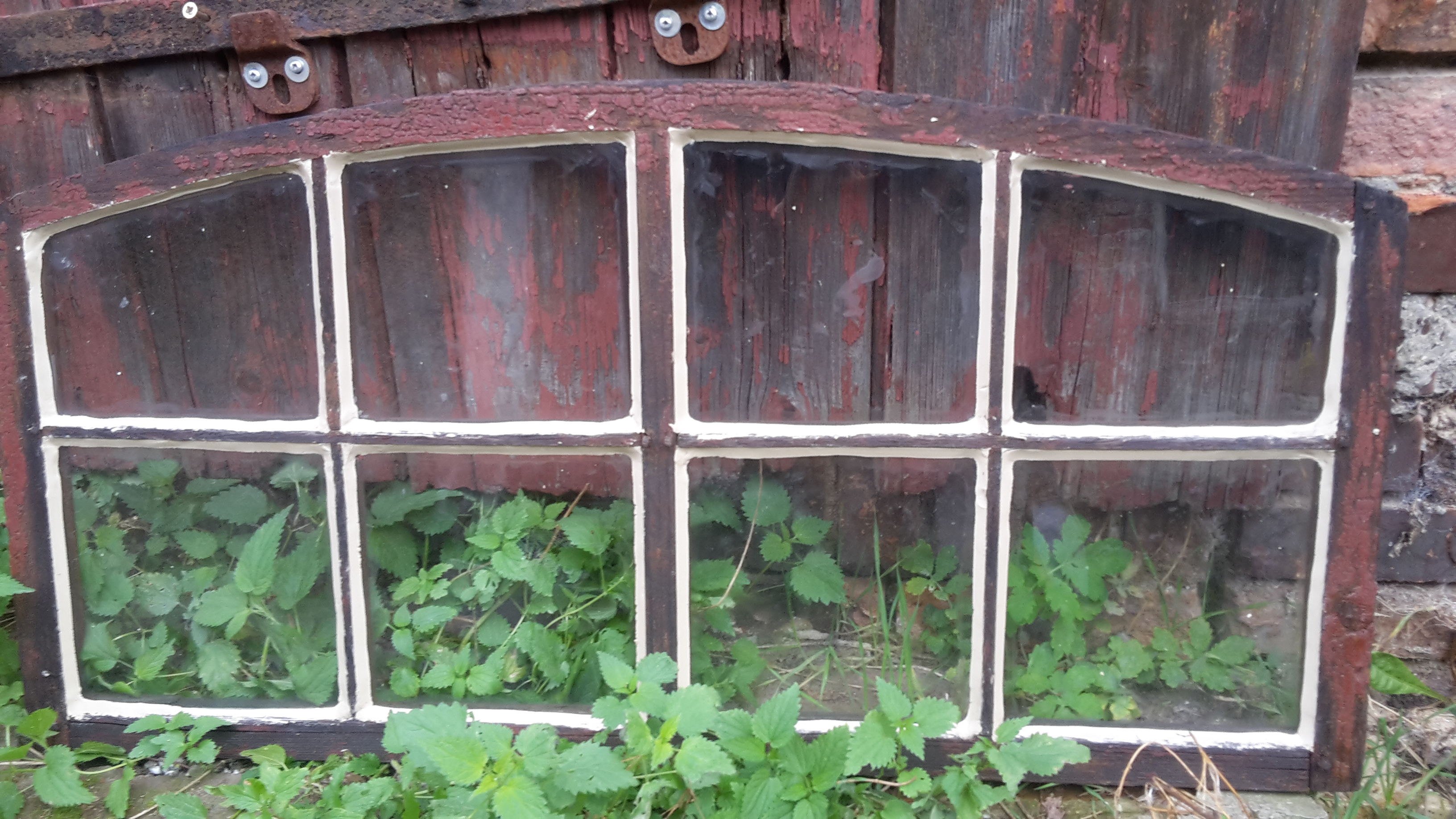
Klasszikus lenolajos ablakgittel cementezett ablak

Olaj- vagy firnisztartalmú ragaszokat iszapolt kréta, ólomglét, ólomfehér, cinkfehér, barnakő, mennig, grafit s más hasonló anyagok, és gyorsan száradó olaj vagy firnisz elegyéből készítik. Ezek kötőerejét az teszi ki, hogy a kiszáradó olaj vagy firnisz a kitt fém-oxidjai segítségével megszilárdul. Néhány hétig tartó száradás után ezek a ragasztók megkeményednek és vízállók lesznek. 
Ebbe a csoportba tartozik az ablakragasz vagy gitt, amit őrölt, iszapolt kréta és nyers vagy főzött lenolaj vagy lenolajfirnisz keverékéből készítenek. A lenolajfirnisz gyorsítja a kitt száradását, amit kevés ólomglét, ólomfehér, cinkfehér és mennig hozzáadásával is előmozdítanak. A gittet üvegtáblák beragasztására használják. 
Ehhez hasonló a masztixcement, melyet mészkőpor, homok, ólomglét és lenolaj keverékéből készítenek, s különösen kőrések kitapasztására használnak. Igen jó keverék 100 súlyrész szilárd anyag és 7 súlyrész lenolaj vagy lenolajfirnisz. Minél több a keverékben a mészkő, annál puhább és tömöttebb a ragasztó, s minél több a homok, annál keményebb és lyukacsosabb. Mintegy 48 óra alatt kezd kötni, s egy-két hét alatt oly szilárd lesz, mint a homokkő. 
A Paget-féle masztix is kőragasz, melyet 63 rész őrölt homokkőből, 21 rész iszapolt krétából, 5 rész ólomfehérből és 2 rész ólomglétből készítenek olyformán, hogy az elegyhez annyi ólomcukor-oldatot tesznek, amennyi elégséges annak tésztanemű anyaggá való összegyúrására; azután adnak csak 6 rész lenolajat hozzá. 
A gőzcsövek réseit a Stephenson-féle ragasszal kenik be, melyet 2 rész ólomglét, 1 rész szétmállott mész és 1 rész finom porrá őrölt homokkő és forró lenolajfirnisz keverékéből készítenek. 
A gyémánt fémragaszt 10 rész iszapolt kréta, 15 rész ólomglét, 50 rész grafit, 5 rész szétmállott oltott mész elegyének finoman összeőrölt porából és 20 rész lenolajfirniszből gyártják. Jó fémragasz a Serbat-féle is, melyet 75 rész finom porrá tört kénsavas ólomoxidból, 24 rész őrölt barnakőből és 13 rész lenolajból készítenek, ezt a keveréket néhány hétig állni hagyják, aztán 15 rész barnakőlisztet adnak hozzá s jól átgyúrják. Ezt a műveletet néhány hét múlva még egyszer, esetleg kétszer ismétlik. Az anyagot jól záró edényben hideg helyen kell tartani, mert a levegőn és a melegben gyorsan köt. 
Ólommentes ragasz készíthető 8 rész súlypátból, 6 rész grafitból, 3 rész levegőn szétmállott mészből és 3 rész főzött lenolajból. A lenolaj, illetőleg lenolajfirnisz helyett használnak kopálfirniszt is; a ragasz ezzel a kötőszerrel finomabb, de drágább is lesz.

## Gyantás ragaszok
Gyantás ragaszok azok, melyeket vagy gyantából és a gyantát oldó s könnyen illó folyadékból, vagy csakis gyantanemű anyagból készítenek. E célra használják a fenyőgyantát, a kolofóniumot, a fekete szurkot, sellakot, masztixet, szandarakot, elemit, borostyánkövet, aszfaltot, damárt, kopált és kanadalbalzsamot, melyekhez igen gyakran viaszt, kaucsukot, guttaperkát és ként kevernek. Ebbe a csoportba tartozó ragaszok mind nagyon víz- és savállók; ezért víz- és savtartó üveg-, porcelán- és agyagedények összeragasztására használják. E csoportban legfontosabbak: a pecsétviaszok, a sellak-, masztix-, aszfalt-, kaucsuk- és guttaperkaragaszok. 
A sellakragaszt 2 rész sellak és 1 rész petróleum, vagy 2 rész sellak, 1 rész póris (borax) és 14 rész víz keverékéből készítik. Melegen használják 3 rész sellak, 1 rész terpentin és 1 rész viasz összeolvasztott elegyét. A műtőeszközök, villák, evő kések nyelének furatát 2 rész sellak és 1 rész kréta pornemű keverékével töltik ki s a penge szárának a furatba való beillesztése után a nyelet megmelegítik. A ragasz megolvad s kihűlés után köt. 
A masztixragaszt 30 rész sellakból, 10 rész masztixból, 2 rész velencei terpentinből és 120 rész finoman rektifikált borszeszből készítik; a felsorolt anyagokat melegen keverik össze és szörpsűrűségű halmazállapotban használják. A sellak, masztix és terpentin vagy kanadalbalzsam keveréke is jó. Az elsőt borostyánkő és teknőc, az utóbbit üveg és ékkövek ragasztására használják. 
A szurokragaszokat 8 rész kolofónium, 1 rész viasz és 1 rész terpentin, vagy 6 rész kolofónium, 1 rész viasz és 1/2 rész gipszliszt, vagy 8 rész szurok, 1 rész paraffin és 1/4-1/2 rész gipsz, vagy 2 rész kolofónium, 4 rész hajószurok, 1 rész téglapor, 1 rész cinkfehér és 1 rész mennig, vagy 1 rész fenyőfagyanta, 1 rész viasz és 2-4 rész kőpor keverékéből készítik s leginkább kövek ragasztására használják. Ide tartoznak a 8 rész nyers fenyőfagyantából, 1 rész viaszból, 5 rész kénből, vagy 2 rész fehér szurokból, 1/2 rész sellakból, 1 rész masztixból, 1 rész elemiből, 3 rész kénből, 3 rész téglaporból, vagy 2 rész fenyőfa-gyantából, 1 rész kénből és 4-6 rész kőporból, vagy 35 rész fenyőfa-gyantából, 35 rész viaszból, 8 rész kénvirágból, 4 rész pörölyrevéből és 4 rész finom homokból gyártott kéntartalmú masztixragaszok is, melyek körül az utóbbi különösen szobrok, ornamensek, vázák stb. ragasztására használható. 
Az aszfaltragaszt kátrányaszfalt, fenyőfagyanta vagy terpentin elegyéből gyártják, melyekhez néha homokot, gipszet, kőport, krétát, ólomglétet, ként, zsiradékot stb. kevernek. Ezeket is kövek megragasztására használják. 
A pecsétviaszok jobbára melegen használható ragaszok. A színes pecsétviaszok közül csak a barnát festik umbrával, vasmenniggel vagy cinóber és korom keverékével, a sárgát krómsavas cinkkel, világos okkerrel vagy kénarzénnel, a kéket kobaltultramarinnal és magnéziával, a zöldet krómzölddel, a fehéret cink- vagy bizmutfehérrel és a feketét fenyő- v. csontfeketével. Ha a keverékhez arany- vagy ezüstfüstöt kevernek, a pecsétviasz fémes pikkelyeket láttat. 
A megolvasztott tiszta kaucsuk szintén igen jó ragasz. Használják 15 rész kaucsuk és 1 rész faggyú vagy viasz keverékét is, melyhez megömlesztett állapotában oltott meszet és 3 rész menniget adnak. Igen jó üvegragasz 1 rész kaucsuknak 64 rész kloroformban való oldata, melyhez 16 rész masztixet adnak. 
Kaucsuk és bőr ragasztására alkalmas 25-30 súlyrész szénkéneg, melyhez 1 rész kaucsuknak és 1/2 rész kolofóniumnak összeömlesztett és kihűlt állapotban 4 rész terpentinolajjal összekevert elegyét adják. 
Az ún. tengerészenyvet, mely fára, üvegre és fémre egyaránt jól ragad, 1 rész kaucsuk és 12 rész terpentinolaj oldatából készítik, melyhez 2 rész sellakot vagy aszfaltot adnak és megmelegítik 140 °C-ig; ha a sellakot, illetőleg aszfaltot elhagyjuk, a folyékony tengerészenyvet kapjuk.

## Az enyv-, kazein- és fehérjeragaszok
Az enyvragaszt jobbára glutinenyv és oltott mész, glutinenyv és kréta vagy glutinenyv és gipsz keverékéből gyártják. Enyv helyett használnak halhólyagot vagy gumiarábikumot is. Fa-, kő- és fémrészek ragasztására használják az olvadt asztalosenyv és fahamu elegyét is. Az enyvragasz szívósságát növelik terpentin vagy lenolajfirnisz hozzátételével.
A kazein- és fehérjeragaszokat ugyanúgy készítik, mint az előbbieket, csak glutinenyv helyett kazeinenyvet vagy más fehérjeragasztót használnak. A kazein–mész-ragaszt oltott mész porának és frissen készített kazeinnek keveréke alkotja. Tej, tojásfehérje és friss vér még nagyobb szilárdságot ad neki. Ezek a ragaszok nem vízállók, idővel elvesztik szilárdságukat is (a fehérje és a kazein szétbomlása miatt), és készítésük után rögtön használandók, mert hamar keményednek.

## Agyagtartalmú ragaszok
Agyagtartalmú ragaszt használnak olyan tárgyakra, melyek nagy hőmérsékletnek lesznek kitéve. Ilyen a kályharagasz, melyet képlékeny agyag és közönséges vagy sós víz keverékéből készítenek, és kályharészek eltapasztására használnak. Ha az agyaghoz bázikus sók keletkezését elősegítő anyagokat keverünk, a ragasztó nagyobb szilárdságot kap. Ilyen 1 rész agyag, 1 rész homok, 1/3 rész pörölyreve, kevés tehénszőr vagy kóc és ecet keveréke; vagy azonos rész fahamuhoz, agyaghoz és vasreszelékhez adunk 1/2 rész konyhasót és ecetet. Az enyv, a fehérje és a vér emeli ennek a ragasztónak a kötőerejét, csakhogy ezek nem tűzállók. Tűzálló ragasztót 5 rész üvegpor, 5 rész cementliszt, 1 rész bórax, vagy 8 rész agyag, 4 rész homok, 1 rész oltott mész, 1/2 rész bórax és kevés víz keverékéből készíthetünk. A tűz érte vascsöveket 10 rész agyag, 15 rész téglaliszt, 4 rész pörölyreve, 1 rész konyhasó, 1/4 rész borjúszőr és víz keverékéből álló ragasszal ragasztják össze.

## Ásványi ragaszok
Az ásványi ragaszok közül különösen a vízüveget emeljük ki, melyet más anyagokkal keverve üveg és porcelán ragasztásra gyakran használtak. Súlyos hátránya, hogy a ragasztás többé nem bontható, ezért ma már erre nem használják. A 33 Be sűrűségű nátronvízüveg és kréta keveréke fehér, a kénantimonnal fekete, a vasporral szürkés-fekete, a cinkporral szürke, a szénsavas vas-oxidullal világoszöld, a króm-oxiddal sötétzöld, a kobaltkékkel kék, a menniggel narancsvörös, a cinóberrel élénk vörös, a kárminnal violás-vörös ragaszt ad. Igen jónak bizonyultak a kloridragaszok is. Ilyen a cink-oxid és cink-klorid 56-60° Be sűrűségű oldata, mely gyorsan köt és igen kemény. A magnéziacement égetett és őrölt magnezitnak magnézium-kloridban való oldatából készül; gyorsan köt s különösen szilárd, ha amorf kovasavval elegyítjük. Ezt a surlópor (Naxosz-smirgli) összeragasztására is használják. A vasragaszt 100 rész vasreszelék, 1 rész szalmiák és víz vagy ecet keverékéből készítik. Ide tartoznak a higanyragaszok is.